# Šiaurės rytinė Gražutės regioninio parko dalis
Šiaurės rytinė Gražutės regioninio parko dalis este o arie protejată (arie de protecție specială avifaunistică — SPA) din Lituania întinsă pe o suprafață de 5.699,85 ha, integral pe uscat.

## Localizare
Centrul sitului Šiaurės rytinė Gražutės regioninio parko dalis este situat la coordonatele 55°39′17″N 26°09′32″E / 55.6547°N 26.1589°E.

## Înființare
Situl Šiaurės rytinė Gražutės regioninio parko dalis a fost declarat arie de protecție specială avifaunistică în iunie 2005 pentru a proteja 16 specii de animale.

## Biodiversitate
Situată în ecoregiunea boreală, aria protejată nu include niciun habitat protejat.
La baza desemnării sitului se află mai multe specii protejate de  păsări (16): minunița (Aegolius funereus), acvilă țipătoare mică (Aquila pomarina), cocoșul de mesteacăn (Bonasa bonasia), buhai de baltă (Botaurus stellaris), caprimulg (Caprimulgus europaeus), ciocănitoare cu spate alb (Dendrocopos leucotos), ciocănitoare neagră (Dryocopus martius), muscar (Ficedula parva), cufundar polar (Gavia arctica), ciuvică (Glaucidium passerinum), cocor (Grus grus), ciocârlie de pădure (Lullula arborea), gaia neagră (Milvus migrans), vultur pescar (Pandion haliaetus), viespar (Pernis apivorus), ciocănitoare de munte (Picoides tridactylus).